# Carnac-Rouffiac
Carnac-Rouffiac is een gemeente in het Franse departement Lot (regio Occitanie) en telt 236 inwoners (2004). De plaats maakt deel uit van het arrondissement Cahors.

## Geografie
De oppervlakte van Carnac-Rouffiac bedraagt 13,5 km², de bevolkingsdichtheid is 17,5 inwoners per km².
De onderstaande kaart toont de ligging van Carnac-Rouffiac met de belangrijkste infrastructuur en aangrenzende gemeenten.

## Demografie
Onderstaande figuur toont het verloop van het inwonertal (bron: INSEE-tellingen).